# Lionel Atwill
Lionel Atwill, född 1 mars 1885 i Croydon, London, död 22 april 1946 i Pacific Palisades, Kalifornien, var en brittisk skådespelare.

## Filmografi i urval
- 1932 – Doktor X
- 1933 – Blå rummets hemlighet
- 1934 – Nana
- 1935 – Med berått mod
- 1935 – Kapten Blod
- 1935 – Spionhotellet
- 1937 – En natt på värdshuset
- 1939 – Baskervilles hund
- 1939 – Frankensteins son
- 1939 – Dr. Kildares hemlighet
- 1940 – Glädjestaden
- 1940 – Nattens vargar
- 1942 – Att vara eller icke vara
- 1942 – Ursäkta skynket
- 1942 – Sherlock Holmes och det hemliga vapnet
- 1943 – Frankenstein möter Varulven